# Дреббель (лунный кратер)
Кратер Дреббель (лат. Drebbel) — крупный древний ударный кратер в юго-западной части видимой стороны Луны. Название присвоено в честь нидерландского изобретателя Корнелиуса Дреббеля (1572—1634) и утверждено Международным астрономическим союзом в 1935 г. Образование кратера относится к нектарскому периоду.

## Описание кратера

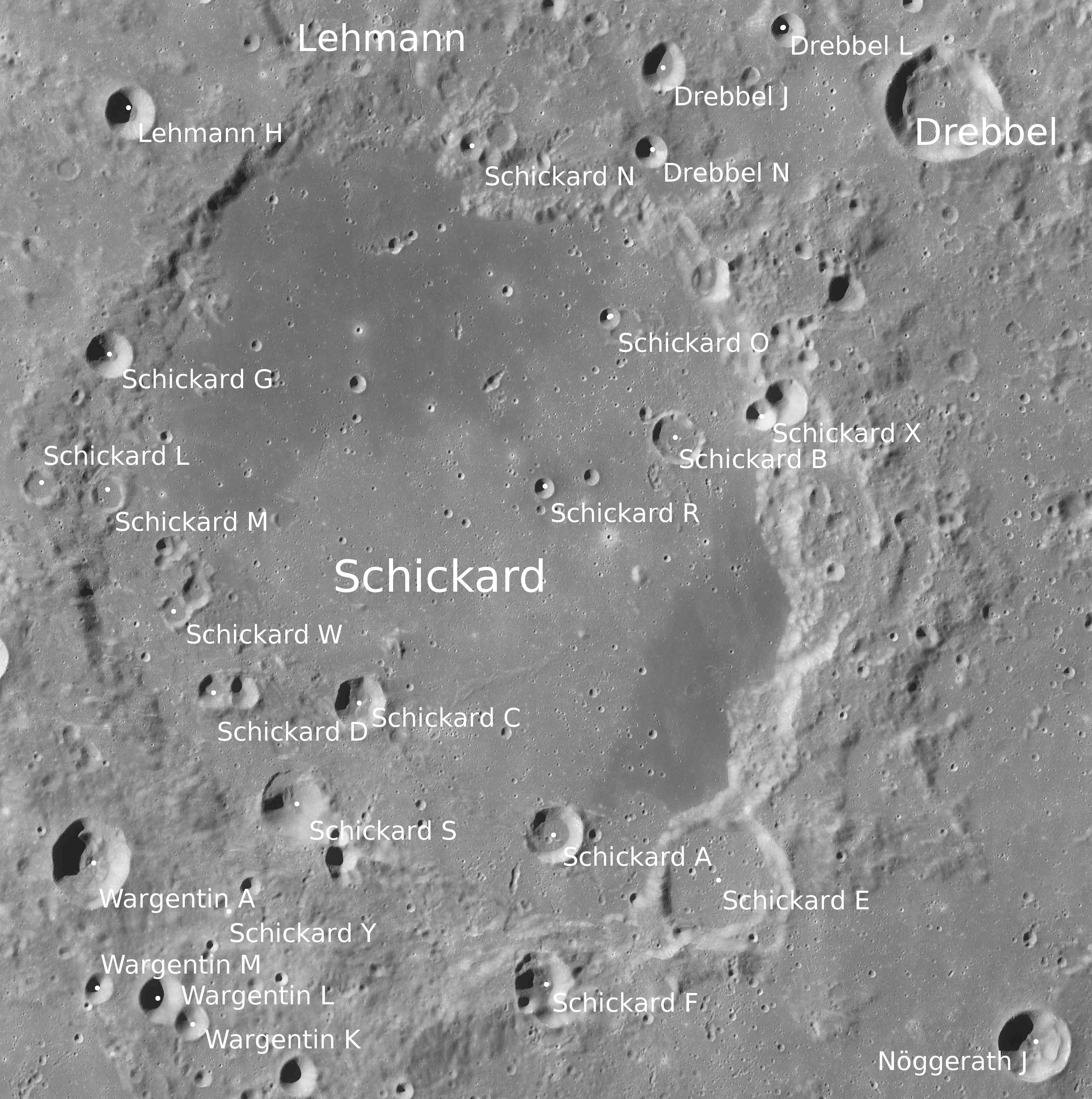
Окрестности кратера Дреббель. Снимок зонда Lunar Reconnaissance Orbiter

Ближайшими соседями кратера являются кратер Леман на западе; кратер Клаузиус на северо-востоке и огромный кратер Шиккард на юго-западе. На северо-востоке от кратера находится Озеро Превосходства. Селенографические координаты центра кратера 40°56′ ю. ш. 49°07′ з. д. / 40,93° ю. ш. 49,12° з. д., диаметр 30,2 км, глубина 3,27 км.
Кратер имеет полигональную форму с выступом в юго-восточной части. С северной стороны находится приметный маленький кратер. Вал кратера с слегка сглаженной кромкой, незначительно разрушен. Внутренний склон вала широкий и гладкий, у его подножия в западной и северной части находятся осыпи пород, в юго-восточной части на внутреннем склоне имеется одиночная терраса. Высота вала над окружающей местностью достигает 920 м , объем кратера составляет приблизительно 620 км³. Дно чаши кратера имеет диаметр чуть больше половины диаметра кратера, ровное, без приметных структур, отмечено несколькими мелкими кратерами располагающимися посередине чаши в виде цепочки с юга на север.

## Сателлитные кратеры
| Дреббель | Координаты                                            | Диаметр, км |
| -------- | ----------------------------------------------------- | ----------- |
| A        | 38°59′ ю. ш. 51°04′ з. д. / 38,99° ю. ш. 51,07° з. д. | 7,1         |
| B        | 37°47′ ю. ш. 47°31′ з. д. / 37,78° ю. ш. 47,52° з. д. | 17,5        |
| C        | 40°28′ ю. ш. 43°04′ з. д. / 40,46° ю. ш. 43,06° з. д. | 28,3        |
| D        | 37°57′ ю. ш. 49°22′ з. д. / 37,95° ю. ш. 49,36° з. д. | 10,8        |
| E        | 38°13′ ю. ш. 51°29′ з. д. / 38,21° ю. ш. 51,48° з. д. | 59,8        |
| F        | 42°47′ ю. ш. 44°46′ з. д. / 42,79° ю. ш. 44,76° з. д. | 15          |
| G        | 43°50′ ю. ш. 45°23′ з. д. / 43,84° ю. ш. 45,39° з. д. | 16,6        |
| H        | 41°44′ ю. ш. 45°28′ з. д. / 41,74° ю. ш. 45,47° з. д. | 9,6         |
| J        | 40°37′ ю. ш. 52°25′ з. д. / 40,62° ю. ш. 52,42° з. д. | 13          |
| K        | 40°04′ ю. ш. 49°37′ з. д. / 40,06° ю. ш. 49,62° з. д. | 32,5        |
| L        | 40°18′ ю. ш. 50°56′ з. д. / 40,3° ю. ш. 50,94° з. д.  | 9,3         |
| M        | 41°17′ ю. ш. 41°33′ з. д. / 41,29° ю. ш. 41,55° з. д. | 7,1         |
| N        | 41°20′ ю. ш. 52°34′ з. д. / 41,34° ю. ш. 52,56° з. д. | 8,7         |
| P        | 39°43′ ю. ш. 51°56′ з. д. / 39,72° ю. ш. 51,93° з. д. | 4,9         |

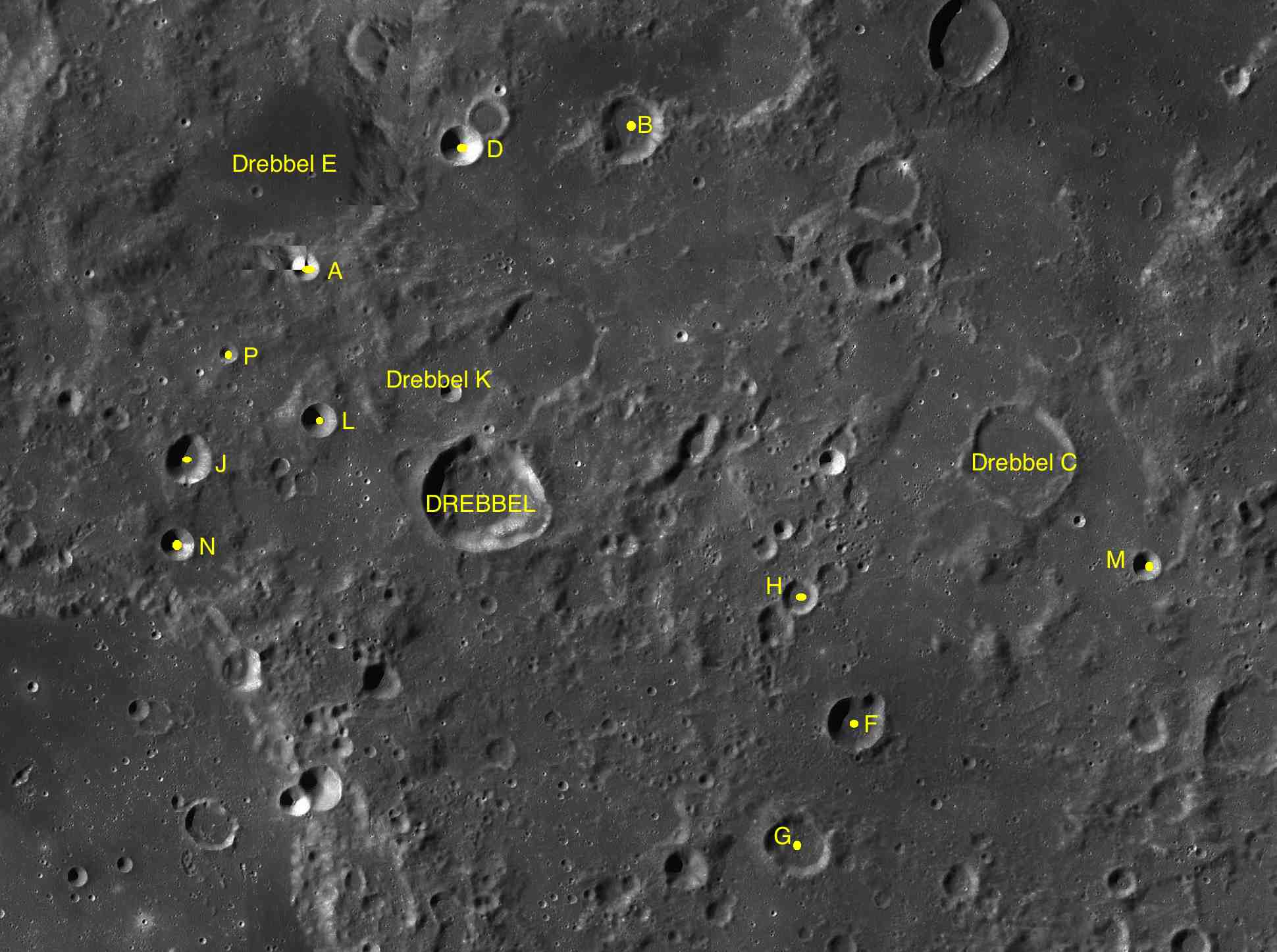
Фрагмент карты LAC-110.

- Сателлитные кратеры Дреббель B, F, G и J включены в список кратеров с темными радиальными полосами на внутреннем склоне Ассоциации лунной и планетарной астрономии (ALPO)[5].
- Образование сателлитного кратера Дреббель E относится к донектарскому периоду[1].

## См.также
- Список кратеров на Луне
- Лунный кратер
- Морфологический каталог кратеров Луны
- Планетная номенклатура
- Селенография
- Минералогия Луны
- Геология Луны
- Поздняя тяжёлая бомбардировка